# Chrysotus inconspicuus
Chrysotus inconspicuus är en tvåvingeart som beskrevs av Friedrich Hermann Loew 1858. Chrysotus inconspicuus ingår i släktet Chrysotus och familjen styltflugor. Inga underarter finns listade i Catalogue of Life.